# Taitoq

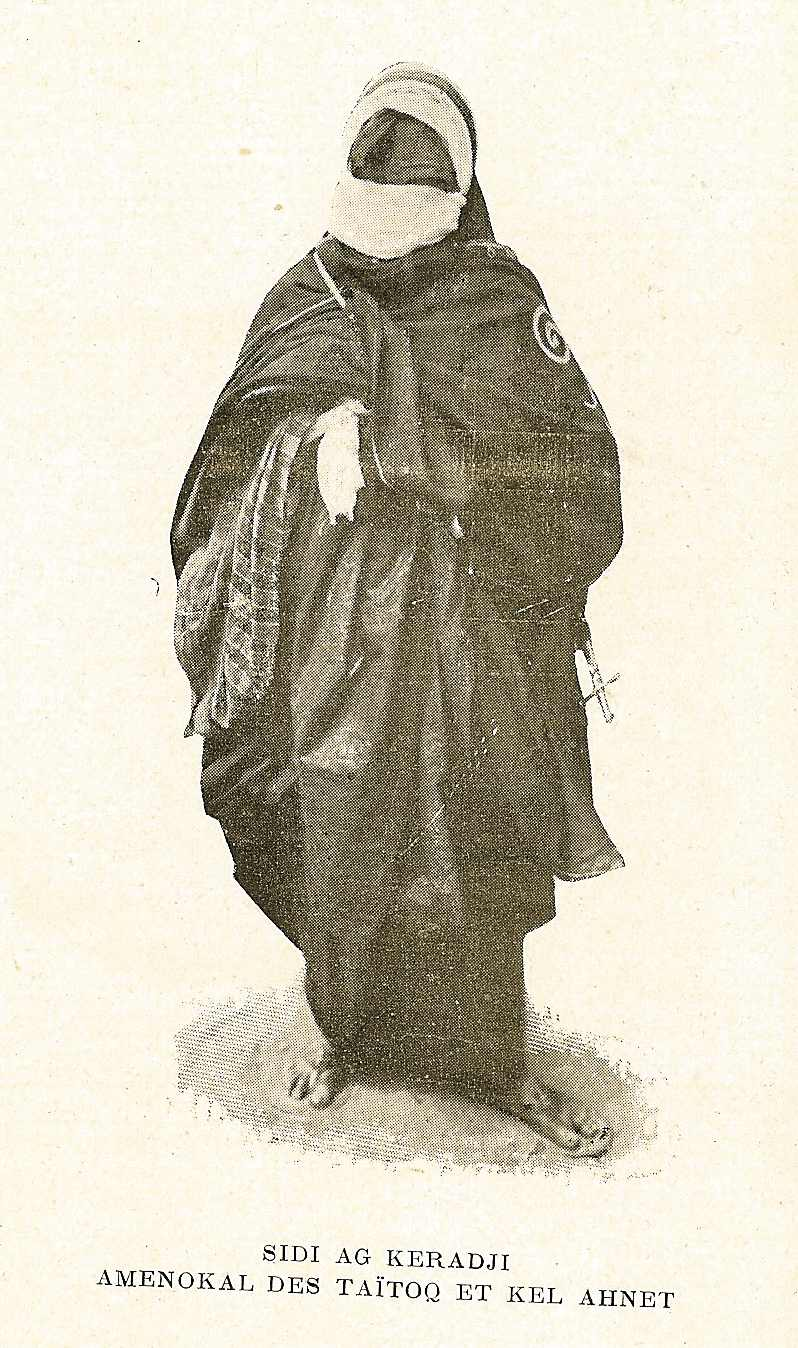
Sidi ag Keradj, amenukal dei Taitoq.

I Taitoq sono una popolazione tuareg che tradizionalmente agiva nelle regioni dell'Adrar Ahnet. Costituiscono uno dei 3 gruppi nobili della confederazione dell'Ahaggar insieme ai Kel Ghela e ai Tegéhé Mellet.
Sebbene tutti e tre i gruppi nobili discendano, a quanto sembra, da un medesimo lignaggio (si dicono tutti discendenti da Tin Hinan), i Kel Ghela ebbero il sopravvento nella confederazione ed acquisirono per i propri capi il titolo di amenukal, mentre ai capi dei taitoq e Tegéhé Mellet spettava il titolo di amghar). Ciononostante, le due tribù contestarono sempre ogni tentativo di formalizzare in modo rigoroso questa propria posizione di inferiorità, e furono soprattutto i Taitoq a cercare, in molte occasioni, di riacquisire uno status a sé, come tribù del tutto indipendente. Per qualche tempo, agli inizi del Novecento, il loro capo, Sidi ag Keradj, si vide riconoscere dai francesi il titolo di amenukal.  
Ma la partecipazione dei Taitoq, comandati da Amri ag Sidi Mohammed, alla ribellione di Kaocen nel 1915 costò loro il favore dei Francesi, che li ricondussero sotto il comando dell'amenukal dell'Ahaggar. Insofferenti di queste misure, gran parte dei Taitoq si trasferirono nel Niger, e solo pochi sono oggi rimasti nell'Ahaggar.